# ناثانيل أتكينسون
ناثانيل أتكينسون (بالإنجليزية: Nathaniel Atkinson)‏ (13 يونيو 1999 في أستراليا - ) هو لاعب كرة قدم أسترالي في مركز الوسط. لعب مع نادي ملبورن سيتي.

## وصلات خارجية
- ناثانيل أتكينسون على موقع الاتحاد الأوربي (الإنجليزية)
- ناثانيل أتكينسون على موقع قاعدة بيانات كرة القدم.إي يو (الإنجليزية)
- ناثانيل أتكينسون على موقع ناشيونال فوتبول تيمز (الإنجليزية)
- ناثانيل أتكينسون على موقع Soccerbase.com (لاعب) (الإنجليزية)
- ناثانيل أتكينسون على موقع Soccerway.com (الإنجليزية)
- ناثانيل أتكينسون على موقع عالم كرة القدم.نت (الإنجليزية)
- ناثانيل أتكينسون على موقع أوليمبيديا (الإنجليزية)